# أرض مشتركة
الأرض المشتركة هي أرض ذات ملكية جماعية لعدد من الأشخاص، أو ذات ملكية مفردة مع امتلاك بعض الأشخاص حقوقاً تقليديةً معيّنةً فيها كرعاية المواشي أو جمع الحطب أو قطع الحشائش بحثاً عن الوقود.
يسمّى الشخص الذي يمتلك حقاً في الأرض المشتركة مع شخص أو أشخاص آخرين «المشارك».
يتناول هذا المقال الأراضي المشتركة في بريطانيا العظمى بشكل أساسي. هناك العديد من الأراضي المشتركة حتى الآن ولاسيما في المناطق المرتفعة، وذلك على الرغم من انخفاض عددها بسبب تسييج مجموعة من أراض مشتركة التي تبلغ مساحتها ملايين الهكتارات مع بداية القرن السابع عشر. يوجد أكثر من 7000 أرض مشتركة مسجّلة في إنجلترا وحدها في الوقت الحالي.
يشار عادةً إلى الأراضي المشتركة حالياً أو سابقاً باسم مشاع. على سبيل المثال، «مشاع كلابهام» و«مشاع منغريسديل».

## الأصل
كان المشاع جزءاً لا يتجزأ من الضيعة الإقطاعية في إنجلترا خلال العصور الوسطى، إذ كانت أيضاً جزءاً من أملاك سيد الضيعة الإقطاعية بموجب منحة إقطاعية يمنحها العرش الملكي أو أحد رؤساء السيد الذي كان يمتلكها بموجب العرش الملكي المالك لكل الأراضي. يستند نظام الضيعة الإقطاعية على الإقطاع الذي منح حقوق استخدام الأراضي لفئات مختلفة. تسمّى هذه الحقوق بالحقوق التبعية، إذ تعود ملكية الحقوق لمستأجري أجزاء من هذه الأراضي التابعة للضيعة الإقطاعية. يُطلق اسم المشارك على الشخص الذي يشغل جزءاً من أرض معيّنة في الوقت الراهن. يُقال بأن بعض حقوق المشاع كانت حقوق ارتفاق لأنها لم تكن مرتبطة بحيازة الأراضي. شاع الأمر في المناطق التي انتشرت فيها المشاعات انتشاراً واسعاً، كما هو الحال في مرتفعات شمالي إنجلترا وذا فينز إضافة إلى القرى الخضراء عبر إنجلترا وويلز. تقع معظم الأراضي المتمتّعة بحقوق تبعية مشتركة بجوار المشاعات أو تُحاط بها، وفي بعض الحالات تكون بعيدة عنها.
وضعت محاكم الضيعة الإقطاعية تاريخياً التفاصيل المتعلّقة بالعديد من حقوق المشاع المسموح بها للمستأجرين القدامى، إذ شكّلت هذه الحقوق جزءاً من عقد الإيجار التي حُدّدت شروطه في قائمة محكمة الضيعة الإقطاعية.
بعض الأمثلة على حقوق المشاع:
- المراعي: الحق في رعي الأبقار أو الخيول أو الأغنام أو غيرها من الحيوانات على الأرض المشتركة. كان هذا الحق أكثر الحقوق انتشاراً.
- شرعية صيد السمك في ملك الغير: الحق في صيد السمك.
- شرعية الحصول على العشب في ملك الغير: الحق في أخذ جزء من الحشائش للحصول على الوقود.
- التربة المشتركة: وهو مصطلح عام يُطلق على الحق في استخراج المعادن مثل الرمال والحصى والسجّيل وحجر البناء والجير من الأراضي المشتركة.
- مرعى الخنازير: الحق في إخراج الخنازير لفترة خلال فصل الخريف من أجل تناول الجوز (جوز الزان أو جوز البلوط أو أنواع أخرى من الجوز).
- الاحتطاب: الحق في أخذ ما يكفي من الخشب إلى منزل المشارك أو أرضه المستأجرة، عادةً ما يقتصر الأمر على الأشجار الصغيرة والشجيرات (مثل الجولق) والفروع المتساقطة.[6][7]

## أنواع المشاع

### مشاع المراعي
يُطلق اسم مشاع المراعي على المشاعات التي يكون الحق الأساسي فيها هو رعاية الماشية. تنتشر الأرض السبخ في المرتفعات والمستنقعات الملحية والكثبان الرملية والمنحدرات في الساحل، أما في الأراضي الداخلية فتنتشر التلال الطبشورية المفتوحة والأراضي العشبية والأراضي البراح والمراعي الحرجية وفقاً لحالة التربة والتاريخ. غالباً ما تكون هذه الموائل قيّمة للغاية فيما يتعلّق بالحفاظ على الطبيعة، وذلك بسبب استمراريتها الطويلة جداً ونجاها في البقاء لمئات السنين في بعض الحالات. فيما مضى، كانت ترعى العديد من الأبقار والأغنام والمهور (وغالباً الإوز أيضاً) في مشاع المراعي.

### المشاع الصالحة للزراعة ومروج التبن
لم يتبقّ من المشاع سوى مشاع المراعي ولكن في أوقات سابقة لعب كلّ من زراعة الأراضي الصالحة وزراعة التبن دوراً مهماً، إذ خُصّصت مساحات من الأراضي المشاع الصالحة للزراعة ومروج التبن المشاع باستخدام القرعة سنوياً. استُخدمت هذه المشاعات كمراعي في الأوقات التي لم تُستخدم فيها لهذه الأغراض. ومن الأمثلة على ذلك، الحقول المشاع الصالحة للزراعة حول قرية لاكستون في نوتنجهامشاير والمرج المشاع في نورث ميدو في كريكليد.

### حقوق لاماس
منحت حقوق لاماس الحق للمشتركين باستخدام المشاعات للمرعى بعد حصادها حتّى وإن لم يمتلكوا أي حق آخر في الأرض، وذلك بين يوم لاماس الواقع في 12 أغسطس وحتّى 6 أبريل. أثّرت هذه الحقوق في بعض الأحيان على منع التسييج وإنشاء المباني على الأرض الزراعية.

## الاستخدام العصري
لا تزال العديد من الأراضي المشتركة مُستخدمة لغرضها الأصلي. يُعتبر الحق في رعي المواشي المحلّية أكثر حقوق المشتركين شموليةً إلى حد كبير، إذ يُسهم استخدامه المستمر في الاقتصاد الزراعي والريفي. سُجّلت حقوق رعي الأغنام في 53% من المشاعات الويلزية و16% من المشاعات الإنجليزية. بينما سُجّلت الأبقار في 35% من المشاعات الويلزية و20% من المشاعات الإنجليزية. أما الخيول والمهور فسُجّلوا في 27% من المشاعات الويلزية و13% من المشاعات الإنجليزية. تسجّل حقوق رعي الماعز والإوز والبط أحياناً، أما في بعض الحالات الأخرى فلا تُحدّد نوع الماشية في السجّلات. ترتبط هذه الأرقام بعدد وحدات الأرض المشاع، لكنه يوجد بعض التباينات في السجلات وعدد كبير من المشاعات الصغيرة التي لا تمتلك أي حقوق في إنجلترا، فما يبدو بأنه تمييز واضح بين أرقام ويلز وإنجلترا قد يكون مبالغ فيه.
في يومنا هذا، يدير مجتمع من المستخدمين هذه المشاعات كأولئك الذين يمتلكون حقاً في الأرض إلى جانب ملّاك الأرض، وذلك على الرغم من الأصول القانونية والتاريخية المتنوعة لهذه المشاعات. تتطلّب هذه المجتمعات بشكل عام عملاً مشتركاً لدمج جميع المصالح، ولا يخلو الأمر من ضوابط رسمية أو غير رسمية واتفاقات تعاونية إضافة إلى التقاليد الاجتماعية القوية والهوية المحلية في أغلب الأحيان.
وعلى الرغم من ذلك، لا تمتلك 26% من مشاعات ويلز و65% من مشاعات إنجلترا أي حقوق مشتركة في السجلات. تعتبر هذه المشاعات امتداداً لمخلّفات الضيع الإقطاعية، حيث وُجدت هذه الحقوق غالباً في السابق. عندما يتوقّف استخدام الموائل المفتوحة بغرض الرعي، تعود هذه الأراضي لتصبح أراضٍ ذات أشجار خفيضة قبل أن تتحول إلى غابة كثيفة، إذ تفقد الأرض كسائها النباتي العشبي والبراحي الذي شغل الأرض بشكل مستمر لعدة قرون. أصبحت الأرض البراح في غابة آشداون في ساسكس محطّ نزاع بين بعض السكان المحليين والهيئة الإدارية للغابة «مجلس المحافظين» المسؤول عن إدارة 2,400 هكتار (5,900 فدان) في هذه الغابة المشتركة. أعرب المحافظون عن رغبتهم في إعادة المشهد الطبيعي للغابة ليصبح مشهداً يغلب عليه طابع الأرض البراح، فهي السمة الأساسية التي ميّزت هذه الغابة حتّى منتصف القرن العشرين قبل تقدّم الغابات إلى الأراضي البراح التقليدية التي أصبحت مهددة بالخطر بعد الحرب العالمية الثانية.
اضطر المحافظون إلى التدخل لوقف غزو الأشجار والكساء النباتي والسرخس الذين هدّدوا الأراضي البراح القيّمة بيئياً، إذ قاموا بقطع الشتلات وإزالة الكساء النباتي وجزّ السرخس. اشتكى بعض السكّان وشبّهوا الأرض وكأنها أصبحت ميداناً للحرب العالمية الأولى. لم تقتصر المشكلة على هذه الأرض المشاع وحسب، إذ كتب جوناثان براون في مجلة إندبندنت في 21 أبريل من عام 2007 «هناك جدل مشابه قائم بين السكان المحليين والسلطات في أراض براح أخرى في نيو فورست وسوري».
في عام 2008، أُنشئت مؤسسة الأرض المشتركة في المملكة المتّحدة في محاولة لتعزيز فهم وحماية المشاعات.

## معرض صور

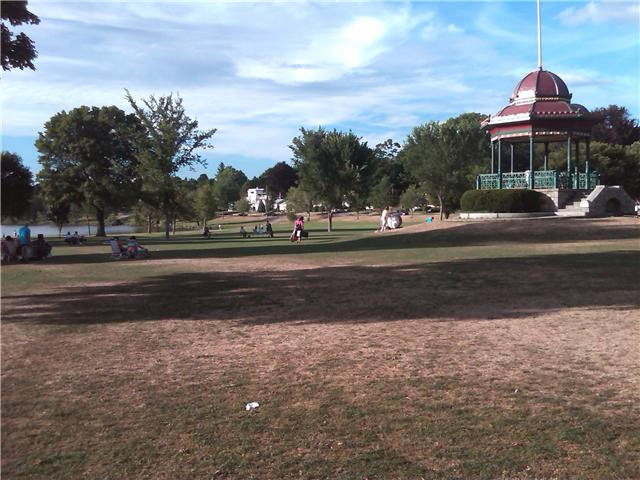
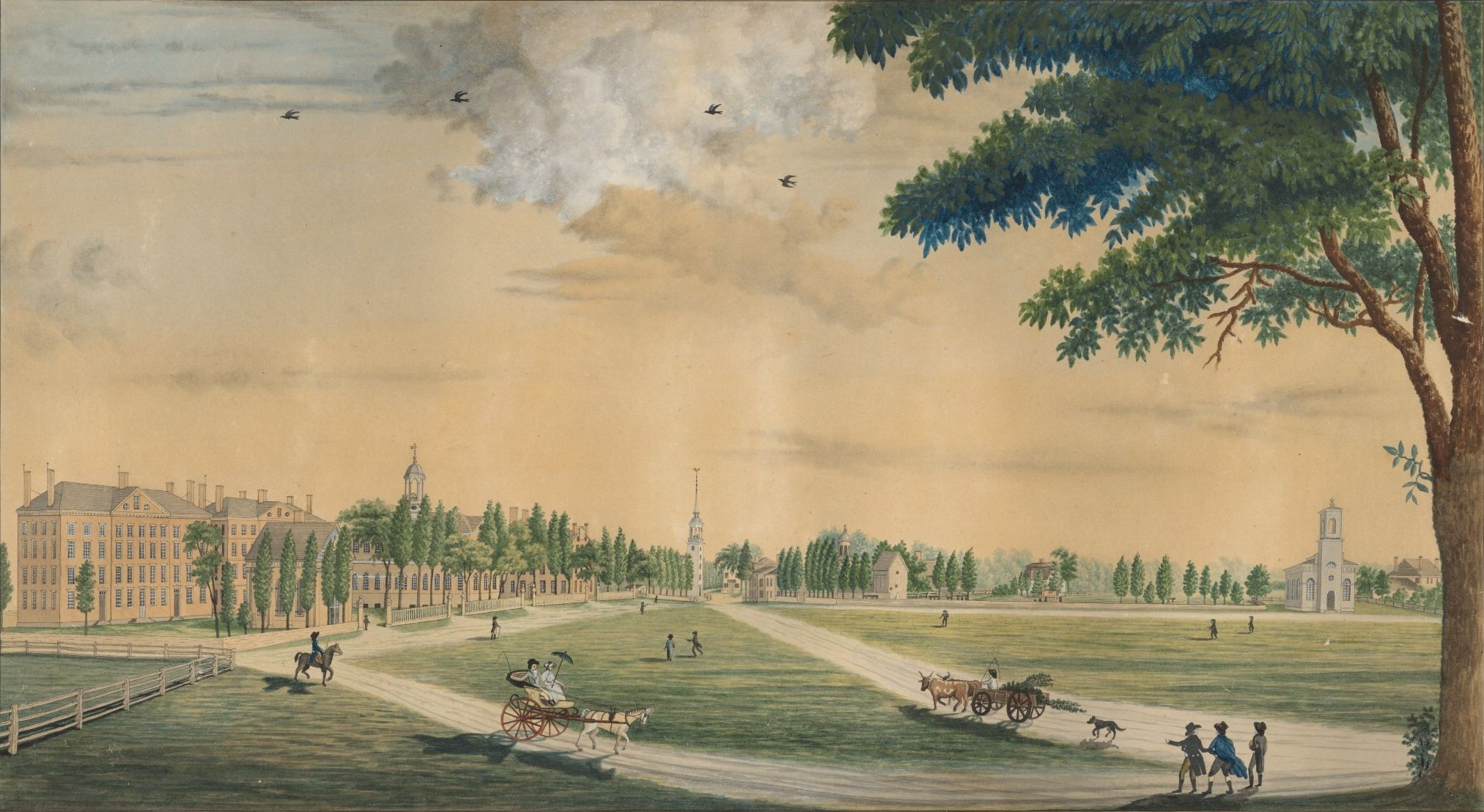
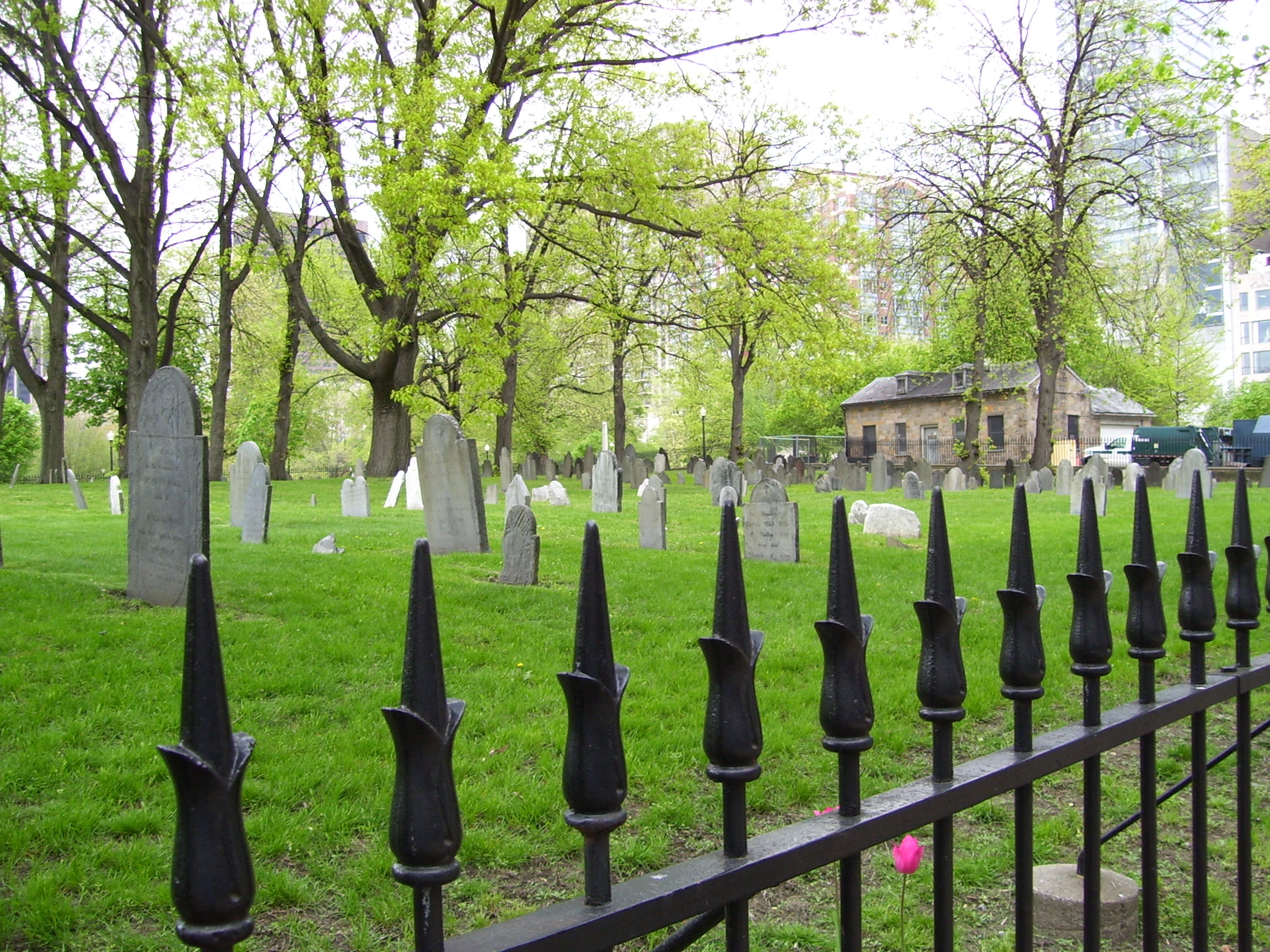